# Sigfrid Karg-Elert
Sigfrid Karg-Elert, officieel gespeld Siegfried Karg-Ehlert (Oberndorf am Neckar, 21 november 1877 – Leipzig, 9 april 1933) was een Duits componist, muziekpedagoog, muziektheoreticus, organist en pianist.

## Levensloop
Siegfried Theodor Karg was de jongste van twaalf kinderen van Johann Jacob Joseph Karg (1823-1889) en Marie Auguste Friederike Ehlert (1840-1908). Zijn eerste levensjaren werden gekenmerkt door veel verhuizingen door geheel Duitsland. De omstandigheden waren slecht: vier van de twaalf kinderen overleden in het eerste levensjaar en van de resterende acht waren er vier buitenechtelijk. De geboorteplaatsen van de kinderen lagen met Berlijn, Leipzig, Zürich (Zwitserland), Augsburg en Oberndorf am Neckar ver uiteen. Hieruit kan worden afgeleid dat van een familieleven voor de jonge Siegfried nauwelijks sprake was. Zijn vader, een boekhandelaar, was vaak maandenlang op reis. De familie vertrok in 1882 naar Leipzig.
Men kon al vroeg Sigfrids muzikale talenten herkennen. Zijn eerste muzieklessen kreeg hij in Leipzig in het nieuw opgerichte koor van de Johanniskirche. De cantor, professor Bruno Röthig, gaf Siegfried de eerste pianoles en schonk een oude piano aan de familie. Siegfried schreef zijn eerste werken zonder theoretische vakkennis. Hij schreef sacrale werken voor koor, motetten, en een kerstcantate. Röthig zette verschillende van zijn werken op het programma van het kerkkoor. Karg-Elert studeerde muziektheorie en compositie aan het conservatorium van Leipzig. Terwijl hij daar studeerde ging hij op advies van Röthig ook naar Grimma, Muldentalkreis, Saksen en deed studies bij een leraar aan de school. Ook toen hij zich op 14-jarige leeftijd muzikaal doelgericht ontwikkelde – hij leerde autodidactisch muziektheorie en compositie en vooral het praktische spelen op de fluit, hobo en klarinet – kwam hij in het algemene onderwijs niet erg veel verder. In 1893 werd hij niet voor een pianostudie tot het Leipziger conservatorium toegelaten.
Op 16-jarige leeftijd vertrok hij naar Markranstädt waar hij drie jaar verbleef. In die tijd las hij veel over wijsbegeerte, natuurkunde en muziektheorie. Ontevreden met zijn woonomgeving wandelde hij te voet naar Maagdenburg en kreeg spoedig werk als muzikant (hobo, klarinet en hoorn). In Maagdenburg werd hij echter gearresteerd  en hij moest terug naar Markranstädt, waar hij zijn naam veranderde in 'Siegfried von Markranstädt'. Al spoedig ging hij naar Leipzig terug en kreeg werk als orkestmuzikant en barpianist. Tijdens de "Leipziger Tonkünstler Versammlung" in 1896 maakte hij kennis met de componist Emil Nikolaus von Reznicek (1860-1945) en legde hem zijn composities voor. Reznicek herkende zijn talent en maakte het Karg mogelijk om gedurende drie jaar zonder kosten aan het Leipziger conservatorium te studeren. Zijn leraren waren onder anderen Salomon Jadassohn en Carl Reinecke muziektheorie, Paul Homeyer orgel, Karl Wendling piano en later Alfred Reisenauer en Robert Teichmüller compositie.
In 1900 ging Sigfrids pianoconcert in première aan het conservatorium in Leipzig. In de volgende anderhalf jaar was hij student in de compositieklas van Teichmüller. In 1902 werd hij op aanbeveling van het conservatorium in Leipzig docent van de pianomasterclass aan het "Sannemann’sche conservatorium" en aan het "Nieuw conservatorium voor muziek" in Maagdenburg. In deze tijd valt ook de verandering van zijn naam onder bijvoeging van de geboortenaam van zijn moeder. Zonder de "h" noemde hij zich "Karg-Elert" en zijn voornaam schreef hij naar Noords gebruik als "Sigfrid".
In 1902 kreeg hij een relatie met de pianiste Maria Oelze. Haar vader drong er bij zijn dochter op aan de relatie te verbreken. Uit deze verhouding werd in 1904 een zoon geboren. In dat jaar maakte hij ook kennis met de Berlijnse muziekuitgever en  harmoniumspecialist Carl Simon, die hem ook voor dit instrument interesseerde. Tot het midden van de jaren twintig schreef hij talrijke composities voor harmonium. "Papa Simon", zoals Karg-Elert zijn uitgever noemde, was voor hem meer dan een handelspartner: hij was een ware vriend en sponsor voor de chronisch financieel erg beperkte Karg-Elert. Als harmoniumvirtuoos maakte hij vele concertreizen. Gedurende deze periode stopte hij met het werk in Maagdenburg en ging terug naar Leipzig.

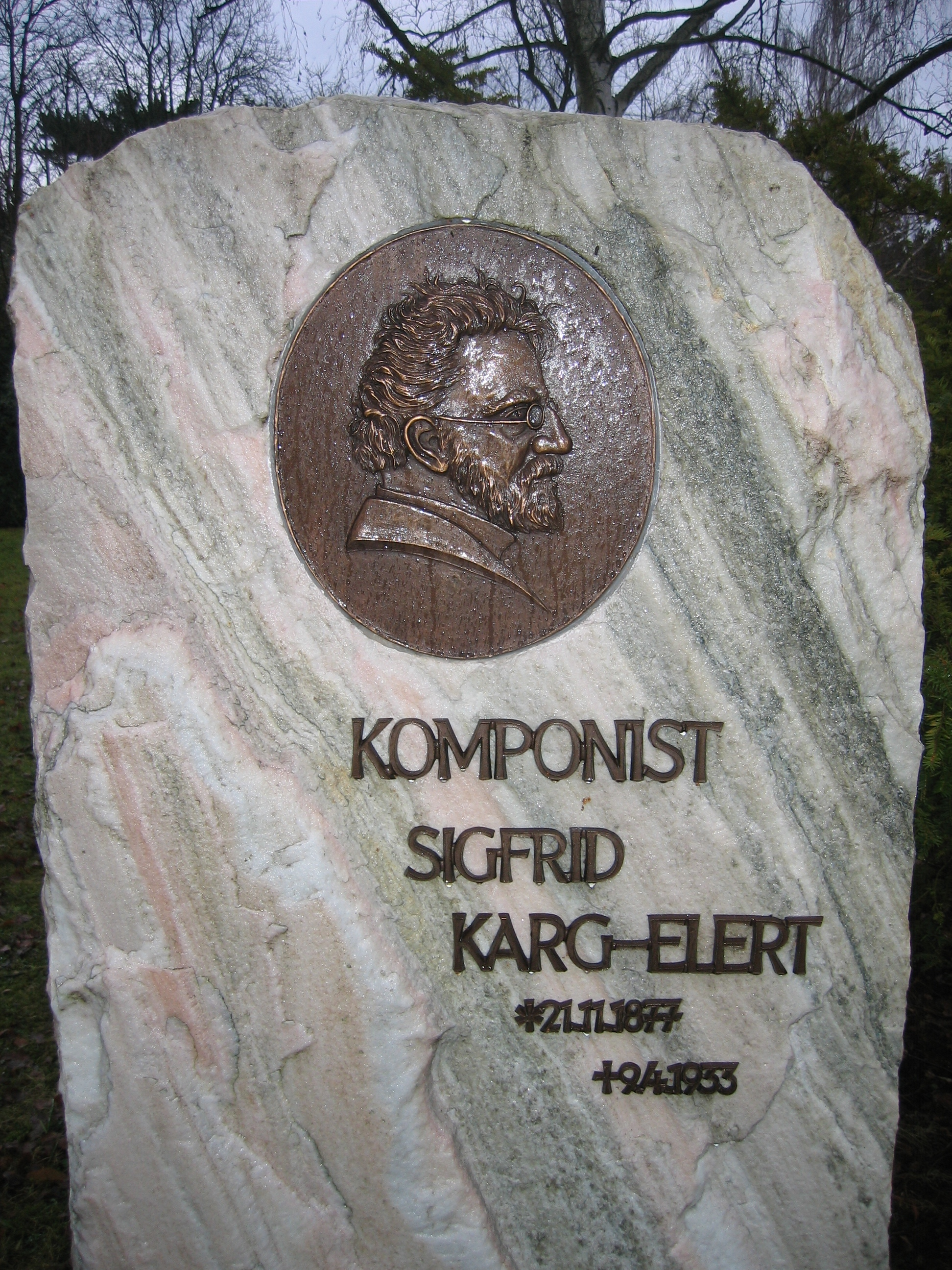
Begraafplaats van Sigfrid Karg-Elert
op de "Südfriedhof" te Leipzig

Door zijn leraar Paul Homeyer was hij erg geïnteresseerd geraakt in orgelmuziek. Zijn bekendste orgelwerken zijn de Choralimprovisationen opus 65. Alhoewel Karg-Elert als organist geen virtuoos was, kreeg hij toch regelmatig uitnodigingen om in Engeland en de Verenigde Staten te concerteren. Zijn muziek was vooral in Engeland zeer geliefd en werd daar ook uitgegeven. Ook in Australië was hij als componist bekend.
Op 25 juli 1910 huwde hij Minna Louise Kretzschmar (1890-1971). Op 21 april 1914 werd hun dochter Ingeborg Annelies Käthchen (roepnaam: Katharina) geboren.
In 1919 werd Sigfrid Karg-Elert tot docent aan het Leipziger Landeskonservatorium benoemd. Onder zijn leerlingen waren componisten als Johannes Weyrauch en Wilhelm Weismann.
Tijdens de Eerste Wereldoorlog was hij lid van een militaire kapel, muziekkapel van het 107e Infanterie Regiment, waar hij hobo, hoorn en saxofoon speelde. Gedurende deze periode heeft hij ook een aantal werken voor blazers gecomponeerd.
Zijn positie aan het befaamde "Leipziger Landeskonservatorium" en in Leipzig algemeen was die van een buitenstaander. De successieve nationalisatie van het muziekleven in Duitsland leidde in de jaren twintig stap voor stap tot het negeren van de componist Karg-Elert. Zijn compositiestijl stond tegenover die van tijdgenoten, die muziek uitsluitend als 'Duits' wilden beschouwen. Ook kreeg hij tegenwerking van collega's omdat hij bijvoorbeeld ook Franse titels aan zijn werken gaf en daarom niet Duits genoeg zou zijn.
Een bijzonder ongelukkige rol speelde daarbij Karl Straube (1873-1950), cantor aan de Thomaskerk van Leipzig en hoofd van het Kerkmuzikaal Instituut aan het conservatorium. Alhoewel hij hem aanvankelijk bij zijn concerten met uitvoeringen van Karg-Elerts orgelcomposities begunstigde, ontwikkelde Straube zich tot een verbitterde vijand. Hermann Grabner (1886-1969), eveneens professor aan het conservatorium, speelde een soortgelijke rol.
In mei 1930 was Karg-Elert eregast op een festival van 10 dagen te zijner ere van de London Organ Music Society. In de lente 1932 maakte hij een grote fout door een uitnodiging tot een orgelconcertreis in de Verenigde Staten te accepteren. In deze tijd leed hij al aan diabetes en voelde bovendien de gevolgen van de tegenwerking in Duitsland. Mede hierdoor zag hij deze reis als vluchtmogelijkheid, weg van de Leipziger intriges. Hij verwachtte het succes wat in Duitsland uitgebleven was. Maar de weinig geschikte organist Karg-Elert kon de hoge verwachtingen van het Amerikaans publiek, dat gewend was aan succesrijke uitvoeringen van onder anderen Marcel Dupré, Louis Vierne of Marco Enrico Bossi, niet waarmaken. Hierdoor liep de reis uit op een fiasco.
Erg ziek kwam hij naar Duitsland terug en overleed op 9 april 1933 te Leipzig. Hij is begraven op de Südfriedhof te Leipzig.

## Composities

### Vocale muziek
- 1907 Mooie ogen (Schöne Augen), een cyclus voor solozang, oblig. viool (of cello) en piano, op. 24
- Ich möchte hingehen muziek voor viool, cello, fluit, klarinet, piano en alt, op. 188 – tekst: naar een gedicht van Herwegh
- Stuk, voor sopraan, viool en orgel, op. 66 no. 1 en 2

### Kamermuziek
- 1899 Pianotrio E-groot, voor viool, cello en piano, op. 3
- 1902 Trio in d-klein, voor hobo, klarinet en althobo, op. 49 no. 1
- 1904 Blazerskwintet in c-klein, voor hobo, twee klarinetten, hoorn en fagot, op. 30
- 1906 Silhouetten, voor harmonium en piano, op. 29
  1. Cantilene
  2. Aubade
  3. Dance ancienne – in G-groot
  4. Berceuse mignonne – in F-groot
  5. Quasi Minuetto – in D-groot
  6. Tempo di Ballo
  7. Scherzino
- 1906 Concertstukken, voor kunstharmonium (en piano), op. 26
  1. Humoreske
  2. Adoration
  3. Capriccietto
  4. Rêverie
- 1907 Poesien, voor harmonium en piano, op. 35
  1. In memoriam
  2. Dialog
  3. Epigramm
  4. Parabel – in bes-klein
  5. Ideale
- 1909 Sonate A-groot, voor cello en piano, op. 71
- 1915 Symfonische canzone, voor fluit en piano, op. 114
- 1915 Sonate in Bes-groot, voor fluit en piano, op. 121
- 1915 Exotische impressies, voor fluit en piano, op. 134
- 1915 Suite pointillistique, voor fluit en piano, op. 135
- 1917 Sonate "Appassionata" in fis klein, voor fluit solo, op. 140
- 1918-1919 Caprices "Gradus ad Parnassum", voor fluit, op. 107
- 1919 Jeugd (Jugend), kwartet voor fluit, klarinet, hoorn en piano, op. 139A
- Aus meiner Schwabenheimat, voor harmonium en piano, op. 38
- Lichte duetten (Leichte Duos), voor harmonium en piano, op. 2
  1. Lied ohne Worte
  2. Bagatelle
  3. Gondoliera
- Twee stukken, voor viool en orgel, op. 48B
  1. Sanctus
  2. Pastorale
- Sonate, voor klarinet solo, op. 110
- Sonate, voor klarinet en piano, op. 139B
- Twee stukken, voor viool en orgel, op. 48B

### Werken voor orgel
- 1905-1907 Passacaglia es-klein, op. 25B
- 1908 Chaconne (35 variaties over een basso ostinato)
- 1908 Fugen-Trilogien mit Choral, op. 73
- 1908-1910 66 Koraalimprovisaties, op. 65
  - Heft 1: Advent, Kerstmis (Weihnachten)

1. Ach bleib mit deiner Gnade (Christus der ist mein Leben)
2. Aus meines Herzens Grunde
3. Alles ist an Gottes Segen
4. Es ist das Heil uns kommen her
5. Freu dich sehr, o meine Seele
6. Gelobet seist du, Jesu Christ
7. Lobt Gott, ihr Christen allzugleich
8. Macht hoch die Tür
9. Mit Ernst, o Menschenkinder (Von Gott will ich nicht lassen)
10. Vom Himmel hoch (Dies ist der Tag, den Gott gemacht)
11. Valet will ich dir geben (Wie soll ich dich empfangen)
- - Heft 2: De passietijd (Passionszeit)

12. An Wasserflüssen Babylon (Ein Lämmlein geht und trägt die Schuld)
13. Herr Jesu Christ, dich zu uns wend
14. Herr und Ältster deiner Kreuzgemeinde
15. Herzlich lieb hab ich dich, o Herr
16. Herzlich tut mich verlangen (O Haupt voll Blut und Wunden)
17. Herzliebster Jesu, was hast du verbrochen
18. Ich will dich lieben, meine Stärke
19. Ich dank dir schon durch deinen Sohn
20. O Lamm Gottes, unschuldig
21. O Welt, ich muss dich lassen
22. Sollt ich meinem Gott nicht singen (Lasset uns mit Jesu ziehen)
- - Heft 3: Nieuw Jaar, paasen en andere feestdagen (Neujahr, Ostern und andere Festtage)

23. Allein Gott in der Höhe sei Ehr (Gloria in excelsis Deo)
24. Dir, dir, Jehova, will ich singen
25. Erschienen ist der herrlich Tag
26. Jesu, hilf siegen, du Fürste des Lebens
27. Jesu, meine Zuversicht
28. Lobe den Herren, o meine Seele
29. Machs mit mir, Gott, nach deiner Güt
30. Nach einer Prüfung kurzer Tage
31. Nun lasst uns Gott dem Herren
32. Ringe recht, wenn Gottes Gnade
33. Wachet auf, ruft uns die Stimme
- - Heft 4: Hemelvaart, Pinksteren (Himmelfahrt, Pfingsten)

34. Ach Gott und Herr (Zeuch uns nach dir)
35. Gott des Himmels und der Erden (Komm, o komm du Geist des Lebens)
36. Herr, wie du willst (Auf Christi Himmelfahrt)
37. Ich danke dir, lieber Herre (O komm, du Geist der Wahrheit)
38. Jesu, meine Freude
39. Komm, heiliger Geist, Herre Gott
40. O, dass ich tausend Zungen hätte (Wer weiß, wie nahe mir mein Ende)
41. O Durchbrecher aller Bande
42. O Ewigkeit, du Donnerwort
43. O Gott, du frommer Gott (1. Version)
44. Wie schön leucht' uns der Morgenstern (O heiliger Geist, kehr bei uns ein)
- - Heft 5: Reformatiefeest, boetdagen, Avondmaal (Reformationsfest, Bußtage, Abendmahl)

45. Aus tiefer Not schrei ich zu dir
46. Christe, du Lamm Gottes
47. Ein feste Burg ist unser Gott
48. Jerusalem, du hochgebaute Stadt
49. Meinen Jesum lass ich nicht
50. O Gott, du frommer Gott (2. Versie)
51. Schmücke dich, o liebe Seele
52. Sollt es gleich bisweilen scheinen
53. Straf mich nicht in deinem Zorn (Tretet her zum Tisch des Herrn)
54. Werde munter, mein Gemüte (Herr, du hast für alle Sünder)
55. Wer weiß, wie nahe mir mein Ende
- - Heft 6: Konfirmatie, Bruiloft/kerkelijk huwelijk, doop, oogstfeest (Konfirmation, Trauung/Hochzeit, Taufe, Erntefest)

56. Jesu, geh voran (Seelenbräutigam, Jesu, Gottes Lamm)
57. Liebster Jesu, wir sind hier
58. Lobe den Herren, den mächtigen König
59. Nun danket alle Gott
60. O du Liebe meiner Liebe (Bei dir, Jesu, will ich bleiben)
61. Was Gott tut, das ist wohlgetan
62. Wer nur den lieben Gott lässt walten (dur)
63. Wer nur den lieben Gott lässt walten (moll)
64. Wie schön leuchtet der Morgenstern (Ich und mein Haus)
65. Wie wohl ist mir, o Freund der Seelen
66. Wunderbarer König (Festlicher Choral für Orgel, Trompeten, Posaunen und Pauken)
- 1910 Diverse stukken, op. 75A
- 1910 Drie symfonische canzonen, op. 85
  1. Kanzone und Tokkata – voor orgel en koperblazers
  2. Fantasie, Kanzone, Passacaglia und Fuge
  3. Fuge, Kanzone und Epilog „Credo in vitam venturi” – voor orgel, viool en vier vrouwelijke zangstemmen
- 1911 Trois Impressions, op. 72
  1. Harmonies du soir
  2. Clair de lune
  3. La nuit
- 1912 20 Prä- und Postludien (Choralstudien) op. 78
  1. Allein Gott in der Höh
  2. Alles ist an Gottes Segen
  3. Aus meines Herzens Grund
  4. Aus tiefer Not schrei ich zu dir
  5. Christe, du Lamm Gottes
  6. Christus der ist mein Leben
  7. Dir, dir, Jehova, will ich singen
  8. Es ist das Heil uns kommen her
  9. Herr Jesu Christ, dich zu uns wend
  10. Jesus, meine Zuversicht
  11. Liebster Jesu, wir sind hier
  12. Lobt Gott, ihr Christen allzugleich
  13. Machs mit mir, Gott, nach deiner Güt
  14. Nach einer Prüfung kurzer Tage
  15. Nun sich der Tag geendet hat
  16. O Gott, du frommer Gott
  17. Sollt ich meinem Gott nicht singen
  18. Wachet auf, ruft uns die Stimme
  19. Was Gott tut, das ist wohlgetan
  20. Vom Himmel hoch da komm ich her
- 1912 3 pastellen, op. 92
  1. B-groot
  2. e-klein
  3. Fis-groot
- 1913 Drie sinfonische koralen (Drei sinfonische Choräle), op. 87
  1. Ach bleib mit deiner Gnade
  2. Jesu meine Freude
    1. Introduzione (Inferno)
    2. Canzone
    3. Fuga con Corale

  3. Nun ruhen alle Wälder
- 1914 Homage to Handel – 54 studies in variatie vorm op. 75 B
- 1919 Seven Pastels from the Lake of Constance, op.96
  1. The Soul of the Lake
  2. Landscape in Mist
  3. The Legend of the Mountain
  4. The red-grown Waters
  5. The Sun’s Evensong
  6. The mirrored Moon
  7. Hymn to the Stars
- 1920 Sinfonie fis-klein, op. 143
  1. Lento misterioso
  2. Allegro brioso ed energico
  3. Presto demoniaco
  4. Largo e quieto
  5. Vivace e brioso
- 1923 Cathedral Windows, op. 106
  1. Kyrie eleison
  2. Ave maria
  3. Resonet in laudibus
  4. Adeste fideles
  5. Saluto angelico
  6. Lauda Sion

- 1930 Tryptich, op. 141
  1. Legend
  2. Gregorian Rhapsody
  3. Marche Pontificale
- 1930 Kaleidoscope, op. 144
- 1931 Sempre semplice "Basso Ostinato", op. 142B
- 1931 Passacaglia and Fugue on B-A-C-H, op. 150
- 1932 Valse mignonne, voor orgel, op. 142 no. 2
- 1932 Sempre semplice, op. 142 [II]
  1. In Modo Dorico
  2. Litanei
  3. Trio Continuo
  4. Tenebrae
  5. Invocation
  6. Idillio Buccolico
  7. Ciacona Con Variazioni
  8. Before the Image of a Saint
  9. In Memoriam
  10. Noel
  11. Basso Ostinato (B.A.C.H.)
  12. Postludio Festivo
- 1932 Partita retrospettiva III, op. 151
- 1932 Cathedral Preludes, voor orgel, op. 155
  1. Sursum corda
- 1932 Rondo in a-klein "alla Campanella", voor orgel, op. 156
- Das Schilfwasser, voor orgel, op. 11
- Fantasie en fuga (Phantasie und Fuge) D-groot, op.39B
- Sonatine, voor orgel, op. 74
- Koraalpreludes op. 75
  1. Funerale
  2. In Dulci jubilo
  3. Der Höllen Pforten
  4. Gelobt sei Gott
- First Sonatina a-klein, op. 74
- Näher mein Gott zu Dir, op. 81
- 22 lichte pedalstudies op. 83
- Tien karakteristieke tonstukken (Zehn charakteristische Tonstücke), op. 86
  1. Prologus tragicus
  2. Canzona a-moll
  3. Cantilena
  4. Quasi Marcia
  5. Pax vobiscum
  6. Aria seriosa
  7. Sempre semplice
  8. Studio
  9. Impression
  10. Aphorismus
- Partita in E-groot, op. 100
- Drie impressies, voor orgel, op. 108
  1. Sonnenuntergang
  2. Sternenschein
  3. Elegisches Poem
- Musik für Orgel, op. 145
- Eight short pieces, op. 154
  1. Introitus
  2. Gagliarda
  3. Melodia monastica
  4. Aria semplice
  5. Appassionata
  6. Canzona solenne
  7. Toccatina
  8. Corale
- Fuga over een Credo thema
- Hymne voor de sterren
- La source mystique
- Sequence a-moll, z. op.

### Werken voor piano
- 1895-1911 Reisebilder, op. 7
- 1899 3 Wals-caprices, voor twee piano's, op. 16
- 1900 Arabeske in Ges-groot "Filigran", op. 5
- 1902 Bagatelles, voor piano, op. 17
  1. Humoreske
  2. Scherzino
  3. Cantilene
  4. Impromptu
  5. Burleske
- 1902 Walsscenes "Carneval", op. 45
- 1903 Uit het noorden (Aus dem Norden), op. 18
- 1903 4 stukken, op. 23
- 1920 Hexameron, op. 97
  1. Erotikon
  2. Ritornell
  3. Sonett
  4. Legende
  5. Ghasel
  6. Ballade
- 1923 Partita in g-klein, voor piano, op. 113
- 1924 Patina "10 miniaturen", op. 64
- Schwere Düfte

### Werken voor harmonium
- 1905 Sonate voor harmonium no. 1 in b-klein, op. 36
- 1905 Partita in 8 bewegingen D-groot, op. 37 (ook voor orgel)
- 1906 Sonatinen voor harmonium, op. 14, no. 1-3
- 1906 Aquarelle, op. 27
- 1908 Renaissance, op. 57
- 1909 Sicilienne, voor harmonium
- 1909-1912 Sonate voor harmonium no. 2 in bes-klein, op. 46
- 1913-1923 33 Portraits "Stilstudien von Palestrina bis Schoenberg", op. 101
- 2 Miniatures, (onder het pseudoniem: Wolfgang Ey gepubliceerd)
- 2 Expressionismen, voor harmonium
- 2 Sensibilismen, voor harmonium – (onder het pseudoniem: Roderich Bergk gepubliceerd)
- 5 Miniaturen, op. 9
- 12 stukken, op. 102
- Abendgefühl
- Einsames Vögelein – Eine Triller Cadenz, voor harmonium – (onder het pseudoniem: Teo von Oberdorff gepubliceerd)
- Fantasie en fuga, op. 39
- Graduale, voor harmonium – (onder het pseudoniem: Baptiste Karg gepubliceerd)
- Twee Tongedichten, op. 70

## Publicaties (Selectie)
- Sigfrid Karg-Elert: Die Kunst des Registrierens: Ein Hand- und Nachschlagebuch für Spieler aller Harmoniumsysteme, Op. 91. Berlijn. ca. 1911.
- Paul Schenk: Sigfrid Karg-Elert, Eine monographische Skizze mit vollständigem Werkverzeichnis, Leipzig, 1927.
- Sigfrid Karg-Elert: Verzeichnis sämtlicher Werke, Zusammengestellt von Dr. Sonja Gerlach, Frankfurt/Main, 1984.
- Günter Hartmann: Die Orgelwerke von Sigfrid Karg-Elert (1877-1933), 2 Bde., Univ. Diss., Bonn, 1985.
- Mitteilungen der Karg-Elert-Gesellschaft, Jahrgänge 1986-1998.
- Thomas Schinköth (Uitgever): Sigfrid Karg-Elert und seine Leipziger Schüler, Die Referate des Kolloquiums der Karg-Elert-Gesellschaft in Leipzig vom 1. bis 3. November 1996, Hamburg, 1999.
- Johannes Michel, (Uitgever): Karg-Elert-Bibliographie, München, 2001.
- Hermann F. Bergmann: Harmonie und Funktion in den Klavierwerken von Sigfrid Karg-Elert (1877-1933), Münster, 1991.
- Elke Völker: Sigfrid Karg-Elert – Music for Organ – Der Jugendstilkomponist im Spannungsfeld seiner Zeit. Verlag Peter Ewers, Paderborn. 1. Auflage, 550 p. ISBN 3-928243-15-2